# Генри Фицрой, герцог Ричмонд и Сомерсет
Генри Фицрой, 1-й герцог Ричмонд и Сомерсет (англ. Henry FitzRoy, 1st Duke of Richmond and Somerset; 15 июня 1519 — 22 июля 1536) — официально признанный внебрачный сын короля Англии Генриха VIII Тюдора и Элизабет Блаунт. Несмотря на своё происхождение, долгое время считался вероятным наследником английского престола.

## Биография
Генри Фицрой родился в монастыре Св. Лаврентия в Блэкморе, графство Эссекс. Его крёстным отцом стал кардинал Томас Уолси, лорд-канцлер Генриха VIII. 7 июня 1525 года Фицрой был посвящён в рыцари ордена Подвязки, а 18 июня его провозгласили пэром, и король пожаловал мальчику титулы герцога Ричмонда и Сомерсета и графа Ноттингема, традиционно предназначавшиеся для принцев крови. В том же году ему было даровано звание лорда-адмирала Англии, Ирландии, Уэльса, Нормандии, Гаскони и Аквитании, а также множество других должностей. Генрих строил планы относительно провозглашения Фицроя королём Ирландии, а присвоение ему почётных титулов было своего рода подготовкой.
Его супруга, Екатерина Арагонская, всерьёз опасалась, что за неимением наследника мужского пола король, в обход своей дочери Марии, сделает преемником бастарда. Вполне вероятно, что Генрих обдумывал такую возможность, но пока титул наследницы, принцессы Уэльской, носила Мария.
Фицрой тем временем жил в замке Шерифф Хаттон (англ. Sheriff Hutton Castle) в Йоркшире. Его отец уделял особое внимание образованию и воспитанию сына. У юного герцога Ричмонда была подобающая принцу многочисленная свита и лучшие учителя. Одним из его наставников был Ричард Крок, филолог из Кембриджа, преподававший ему латынь и древнегреческий. К десяти годам мальчик уже переводил отрывки из сочинений Цезаря и Вергилия. Также в программу были включены уроки пения и игры на вёрджинеле, обучение верховой езде, стрельбе из лука и охоте, которой Фицрой посвящал всё больше времени.
Осенью 1532 года Фицрой сопровождал Генриха на встрече в Кале с королём Франции Франциском I, а после отправился в Париж вместе с поэтом Генри Говардом, графом Сурреем, где оставался до сентября 1533 года. По возвращении в Англию он обвенчался с леди Мэри Говард, дочерью Томаса Говарда, 3-го герцога Норфолка, и его жены, леди Элизабет Стэффорд. Свадьба состоялась 28 ноября 1533 года. Его брак с единственной дочерью Норфолка стал последним шагом в приготовлениях к присвоению ему звания наследника престола. Предполагалось, что вскоре супруги Ричмонд отправятся в Ирландию, но им пришлось остаться в Англии, вероятно, из-за слабого здоровья Фицроя.
В июне 1536 года, после казни Анны Болейн и женитьбы короля на Джейн Сеймур, парламент принял второй Акт о престолонаследии, согласно которому леди Мария, принцесса Елизавета и Генри Фицрой объявлялись незаконнорождёнными. Учитывая отсутствие у короля законных наследников, ему было предоставлено право назначить преемника по своему выбору. Многие полагали, что Генрих непременно отдаст предпочтение сыну.
Но 22 июля Фицрой внезапно скончался от скоротечной чахотки. Герцог Норфолк получил приказ организовать скромные похороны без торжественных церемоний и отпевания. Генри Фицрой был погребён в Тетфорде, но вскоре после ликвидации монастырей его тело было перезахоронено в церкви Св. Михаила Архангела во Фрамлингеме, графство Саффолк, фамильной усыпальнице рода Говардов.

## Образ в поп-культуре
- В драматическом телесериале «Тюдоры» персонаж Генри Фицроя умирает во время эпидемии потницы в возрасте трёх лет.
- В мистическом телесериале «Узы крови» Фицрой предстаёт в образе вампира. Его роль исполнил канадский актёр Кайл Шмид.

## Комментарии
1. ↑  Титул графа Ричмонда носил Генрих VII Тюдор перед восшествием на престол. Графство Ноттингем принадлежало Ричарду, младшему сыну короля Эдуарда IV. Титул герцога Сомерсета был восстановлен в 1397 году для потомков Джона Гонта, герцога Ланкастера[4].
2. ↑  Первый Акт о престолонаследии был принят в 1534 году. В соответствии с его условиями принцесса Мария объявлялась незаконнорождённой, а титул наследницы престола переходил к принцессе Елизавете, дочери короля Генриха и Анны Болейн.